# Rubbiacella
Die Rubbiacella war ein Volumen- und Getreidemaß im Kirchenstaat.
- 1 Rubbiacella = 2 Quartas = 4 Quartarelli = 6 Stari = 5 1/3 Scorzi = 8 Decine = 6736 Pariser Kubikzoll = 133,68 Liter